# UGM-133 Trident II

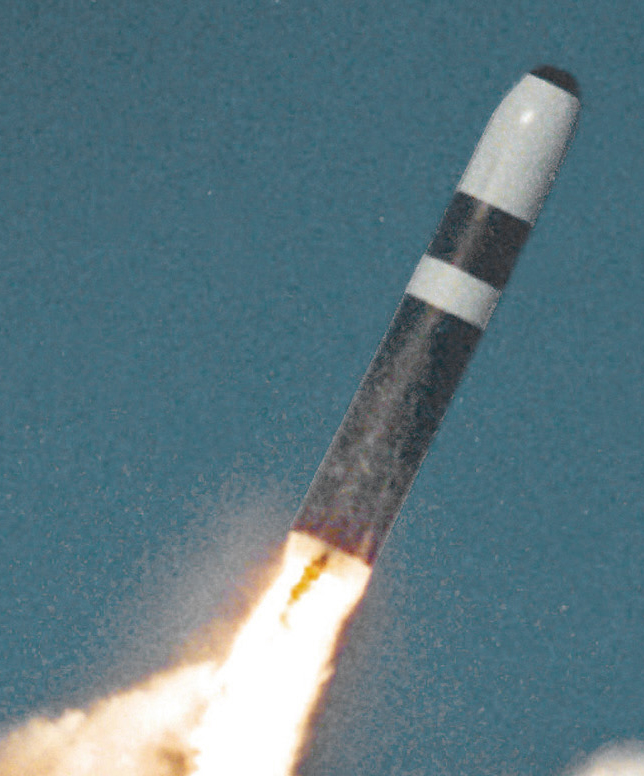
Trident II D5

UGM-133 Trident II (česky: trojzubec) je podle amerického kódového označení balistická střela odpalovaná z ponorek (tzv. SLBM) a určená k útokům na pozemní cíle. Jde o americkou třístupňovou balistickou střelu s pohonem na tuhé palivo a doletem až 11 100 km. Pro americké námořnictvo ji vyvinula společnost Lockheed Martin Space Systems. Trident II D5 nahradil starší střely Trident I C4. V současnosti je nese čtrnáct amerických ponorek třídy Ohio a čtyři britské třídy Vanguard. Trident II je prozatím poslední vyvinutou americkou řízenou střelou této kategorie.

## Vývoj

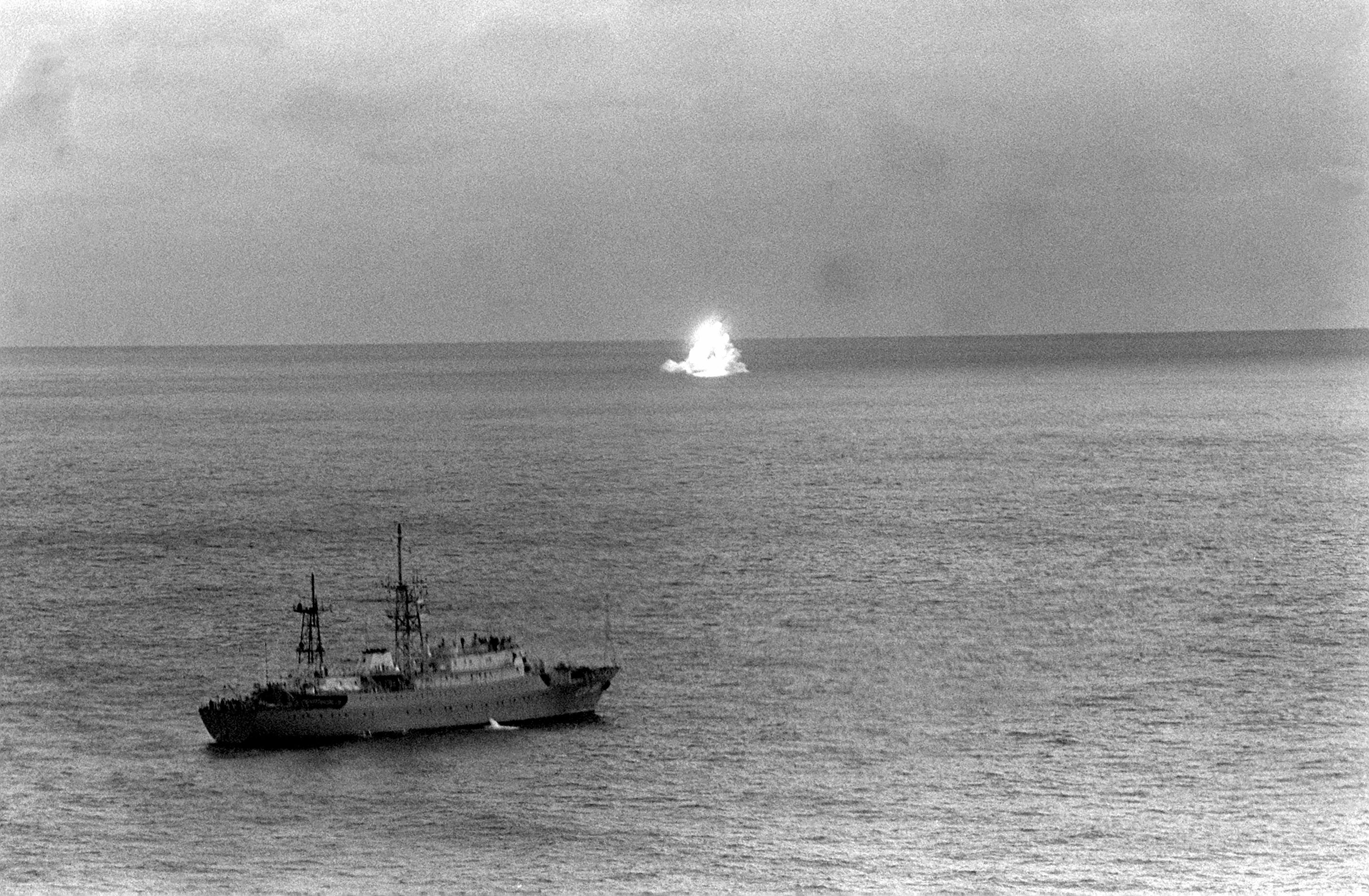
Sovětská špionážní loď Projektu 864 Tavrija monitoruje zkušební start
rakety Trident II z raketonosné ponorky USS Tennessee (SSBN-734)

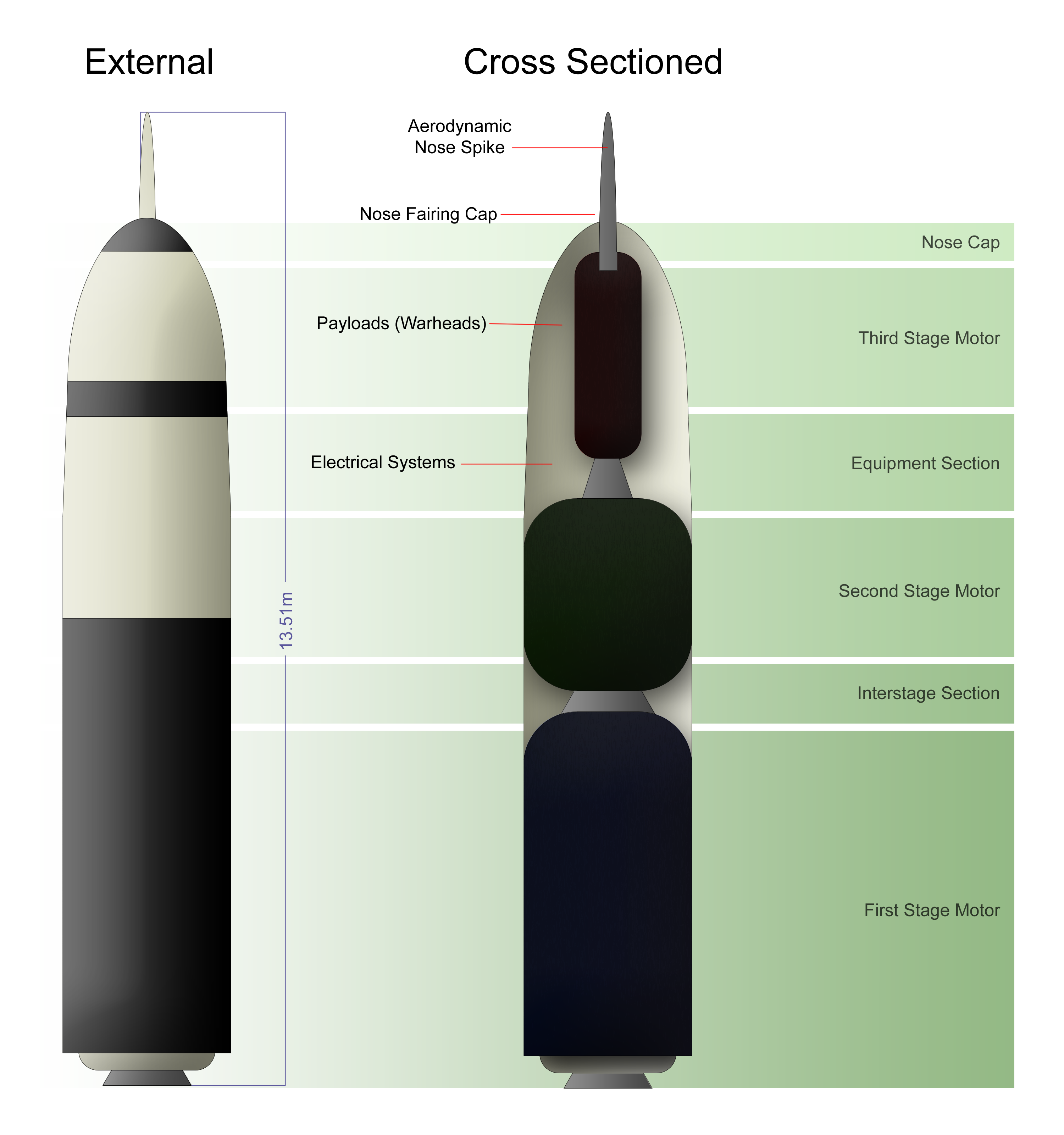
Průřez raketou Trident II D5

Vývoj nové balistické rakety, která by měla výrazně větší dosah než Poseidon, začal v roce 1971 pod označením ULMS (Undersea Long-Range Missile System). Americké ponorky by díky ní již nebyly nuceny operovat v extrémních podmínkách Arktidy a mohly by také zasahovat cíle hluboko ve vnitrozemí SSSR. Lockheed navrhl program, který měl dvě fáze. Nejprve měla být vyvinuta značně vylepšená verze střely Poseidon s prodlouženým doletem a stejnými rozměry (EXPO - Extended-Range Poseidon). Tu by bylo možné používat z dosavadních raketových ponorek. Označení rakety Trident I C4 naznačovalo, že se jedná o další evoluci typu Poseidon C3. Ve druhé fázi měla být vyvinuta zcela nová a výrazně větší raketa UGM-133 Trident II D5, která by byla nasazena ze zcela nových ponorek třídy Ohio.
Díky použití nových konstrukčních materiálů a účinnějšího paliva bylo dosaženo doletu až 11 100 km. K tomu přispívá použití teleskopického aerodynamického hrotu v přídi raket, který se vysouvá během první urychlovací fáze. V přídi rakety je vícenásobná bojová hlavice MIRV nesoucí až osm jaderných hlavic W88 o síle 475 kt TNT (nebo 14 hlavic W76 o síle 100 kt TNT při snížení doletu). Vylepšený řídící systém vylepšil přesnost zásahu rakety na 90 m. Každý návratový modul byl schopen v okruhu dosahu zasáhnout nezávislý cíl.
Roku 2015 začal vývoj modernizované verze Trident II D5 LE (Life Extension), s cílem prodloužit životnost rakety nejméně do roku 2042. Obnoveny byly klíčové součásti, jako je naváděcí systém a elektronika. Při vývoji a zkouškách modernizované rakety se uskutečnilo 23 zkušebních startů. Modernizace všech raket Trident na verzi Trident II D5 LE se má uskutečnit v rámci údržby.
Pro novou generaci amerických raketonosných ponorek třídy Columbia a britských raketonosných ponorek třídy Dreadnought byl objednán vývoj nové generace balistických raket Trident II D5 LE2 (Life Extension 2). Tyto rakety mají zůstat ve službě do 80. let 21. století, tedy po celou dobu životnosti ponorek třídy Columbia. Brtiské Tridenty přitom nesou britské jaderné hlavice. Plné zavedení této verze se očekává v roce 2039.

## Nasazení
První start Tridentu II proběhl v lednu 1987 a první odpal z ponořené ponorky USS Tennessee (SSBN-734) proběhl v březnu 1989. Do operační služby raketa vstoupila v březnu 1990. Každá z ponorek třídy Ohio unese 24 balistických raket. Rakety Trident II nesou počínaje devátou postavenou jednotkou, prvních osm neslo Tridenty I a byly přezbrojeny dodatečně.